# 太宗 (宋)
太宗（たいそう）は、北宋の第2代皇帝（在位：976年11月15日 - 997年5月8日）。太祖趙匡胤の弟。諱は元は匡義(きょうぎ)であったが、兄帝の名を避諱して光義(こうぎ)、即位してからは炅に改めた。

## 概要
後晋の天福4年（939年）に浚儀県の官舎で、趙弘殷の三男として生まれる。子供のころから傑出しており、学問を好んだ。父の趙弘殷は趙匡義のために、淮南を征伐した際、州や県を占領しても財貨には一切目もくれず、古書を探して趙匡義に贈ったという。兄の趙匡胤が後周の将軍であった頃から常に協力し続け、趙普らと主導した陳橋の変の際に趙匡胤を擁立する時も、中心となって趙匡胤の説得に当たった。
太祖が即位後、晋王に封じられ、序列は宰相より上に置かれた。太祖が親征を行うと、大内都点検（近衛軍の将軍にあたる）や東都（都の開封のこと）留守に任じられるなど、太祖の右腕として重責を担った。太祖が死去してから、当然息子が後を継ぐところを弟の太宗が即位したことには、非常に不可解な点が多く、「千載不決の議」と呼ばれ、太宗による暗殺説も消えなかった。また、後に太祖の次男の趙徳昭を自殺させ、太祖の四男の趙徳芳が太平興国6年（981年）に不可解な死を遂げた後に自らの子の趙恒を太子としたことは、正統論の厳しい宋においては常に糾弾の声が絶えなかった。
太平興国3年（978年）には独立勢力であった泉州の清源軍節度使陳洪進が領土を納め、呉越の銭俶も両浙の13州を献上し、翌太平興国4年（979年）に北漢を滅ぼし、中国の再統一を達成した。その余勢を駆って遼から燕雲十六州の回復を狙って北伐の軍を起こして進撃するが、高梁河において敗れ、開封に撤退した。また太平興国5年（980年）には前黎朝大瞿越の黎桓を討つが、遠征軍は敗退した。
内政面では太祖の路線を踏襲し、軍事力を重視せず、科挙による文官の大量採用を行い、監察制度を整えることで、それまでの軍人政治から文治主義への転換に成功した。
至道3年（997年）、崩御した。

## 太宗の評価
『宋史』は、太宗の治世中に陳洪進・銭俶らの群雄を統合し、北漢を討って中華をほぼ統一したことを評価している。その治世中には北漢や遼、ベトナム、西夏などの相次ぐ戦役や、黄河の決壊や蝗害などの天災が起こったものの、民衆が反乱を起こさなかったのは、太宗の倹約と慈を旨とした政治のおかげだとしている。
ただ、本来なら先代の太祖が死んだ時、年が変わるのを待って改元するべきであったこと、太祖の次男の趙徳昭が自殺してしまったこと、先代の皇后であった宋后の喪を行わなかったことなどは非難されてもやむを得ないことだとしている。また、太祖の死と自身の帝位継承、その後に起きた太祖の四男の趙徳芳や実弟の趙廷美への対応から千載不決の議と呼ばれる議論が起きている。

## 太宗の逸話
『水滸伝』の宋江のモデルは太宗であるという説が古くからあり、森鷗外が『標新領異録』で触れている他、東京大学教授の大塚秀高も同様の説を唱えている。
自分で詰碁を作るほどの囲碁好きだった。棋待詔の賣玄（賣元）には三目を置いて打ったが、賣玄は常に1目負るように調整していたため、賣玄に今度負けたら鞭で打つと言ったところ、賣玄はジゴ（引き分け）にした。そこで太宗は、賣玄が勝てば緋衣を与え、勝てなければ池に投げ込むと言った。すると今度もジゴになったが、賣玄を池に投げ込ませようとすると、賣玄は手にアゲハマが残っているのを見せたという話が「湘山野録」に記されている。

## 対日本観
雍熙元年（984年）3月、太宗は入宋した日本の使者である僧の奝然を厚遇し、紫衣を賜り、太平興国寺に住まわせた。引見した際、日本の国王（天皇）は代々一家が世襲し（万世一系）、その臣下も官職を世襲していると聞き、嘆息して宰相に次のように語った。
太宗は、皇帝のみならず臣下も下克上なしに続く王朝（理想上における太古の王朝）を目指していたことがわかる。

## 在位中の宰相
- 薛居正
- 沈義倫（中国語版）
- 盧多遜（中国語版）
- 趙普
- 李昉（中国語版）
- 宋琪（中国語版）
- 呂蒙正
- 張斉賢（中国語版）
- 呂端

## 家族
- 正室：尹氏（贈淑徳皇后）
- 継室：越国夫人符氏（贈懿徳皇后） - 後周の宣懿皇后・宣慈皇后の妹
- 皇后：李皇后（明徳皇后）
- 側室：隴西郡夫人李氏（贈元徳皇后）
  - 長男：漢恭憲王 趙元佐
  - 三男：真宗 趙恒 - 第3代皇帝
- 側室：貴妃孫氏
- 側室：貴儀臧氏（贈貴妃） - 南唐の宮人
  - 四女：揚国公主（和靖帝姫） - 柴宗慶（柴禹錫の子の柴宗亮の子で、柴禹錫の猶子）に降嫁した。
  - 六女：衛国公主 趙清裕（慈明帝姫）
- 側室：婕妤方氏（贈貴妃）
  - 七女：荊国公主（献穆帝姫） - 李遵勗（李崇矩の子の李継昌の子で、李崇矩の猶子）に降嫁した。
- 側室：徳妃朱氏、賢妃高氏、賢妃邵氏、太儀任氏、淑儀李氏、淑儀呉氏
- 生母不詳の子女
  - 次男：昭成太子 趙元僖
  - 四男：商恭靖王 趙元份
  - 五男：越文恵王 趙元傑
  - 六男：鎮恭懿王 趙元偓
  - 七男：楚恭恵王 趙元偁
  - 八男：周恭粛王 趙元儼
  - 九男：崇王 趙元億
  - 長女：滕国公主（和慶帝姫） - 夭折
  - 次女：徐国公主（英恵帝姫） - 呉廷祚の子の呉元扆に降嫁した。
  - 三女：邠国公主
  - 五女：雍国公主（懿順帝姫） - 王貽永（王溥の子の王貽正の子で、王溥の猶子）に降嫁した。

## 登場作品
映画
- 『楊家将〜烈士七兄弟の伝説〜』（2013年、演：劉鈞）

テレビドラマ
- 『楊家将伝記 兄弟たちの乱世』（2006年、演：李解（中国語版））
- 「大宋伝奇之趙匡胤」（2015年、日本未公開、演：邵峰（中国語版））
- 『大宋宮詞 〜愛と策謀の宮廷絵巻〜』（2018年、演：トゥ・メン（中国語版））

漫画
- 『楊家将奇譚』（2022年-、作者:有谷実(漫画) 井上実也(原作)）[4]